# Never Forget (Lena Katina)
Never Forget è il singolo di debutto da solista della cantante russa Lena Katina, pubblicato il 4 agosto 2011 e successivamente inserito nel primo album in studio This Is Who I Am.

## Descrizione
La canzone è una traccia pop rock di cui Lena è anche coautrice, uscita come singolo in download digitale e in formato fisico nell'estate 2011 e poi inclusa nell'album di debutto da solista This Is Who I Am (2014), di cui costituisce la dodicesima traccia. 
Il 12 marzo 2012 è stato pubblicato, tramite la casa di produzione Audacious Records, l'EP Never Forget, contenente, tra le altre tracce, il remix di Dave Audé, pubblicato da quest'ultimo come singolo [featuring Lena Katina].
Del brano esiste anche una versione spagnola dal titolo No voy a olvidarte, contenuta nell'album Esta soy yo.

## Video musicale
Il video della canzone, diretto da James Cox, rappresenta il funerale del gruppo t.A.T.u. e la rinascita artistica da solista di Lena. Esso costituisce, inoltre, la continuazione dell'ultimo video del duo, Snowfalls, nel quale Lena e l'ex-partner Yulia Volkova morivano scontrandosi in moto, e inizia, infatti, mostrando entrambe giacere in un obitorio. A questo punto appare il fantasma di Lena che, dopo essersi reso conto della situazione, inizia a dirigersi verso la stanza in cui si tiene il funerale. Qui, una volta raggiunte le bare, abbassa la propria foto e dà un bacio d'addio a quella raffigurante l'ex-collega. La scena si sposta all'esterno del cimitero, dove sono ora presenti le lapidi delle due cantanti, dalle quali Lena raccoglie due mazzi di rose rosse, che sparge lungo il suo cammino mentre si allontana su un'automobile.
Il video è stato pubblicato in due versioni, di cui una censurata, nella quale sono state oscurate le nudità presenti nelle scene iniziali della versione integrale. Un particolare 'remix-video' è stato creato, inoltre, per la versione del brano mixata da Dave Audé.

## Tracce
CD single
1. Never Forget – 3:22
2. Stay – 3:26

Never Forget (Dave Audé feat. Lena Katina) – EP
1. Never Forget (Club) – 6:20
2. Never Forget (Radio Edit) – 3:44
3. Never Forget (Loud Manners Remix) – 6:14
4. Never Forget (Loud Manners Radio Edit) – 4:01
5. Never Forget (Sharooz Remix) – 5:01
6. Never Forget (Jeremy Word Remix) – 6:15

The Remixes (feat. !PAUS3)
1. Never Forget (Raindropz! Edit) – 2:55
2. Never Forget (ClubSukkerz & Danstyle Edit) – 3:02
3. Never Forget (Marq Aurel & Beatbreaker Edit) – 3:02
4. Never Forget (Marq Aurel & Beatbreaker Dub Edit) – 3:03
5. Never Forget (Ni Ego Remix Edit) – 3:33
6. Never Forget (Raindropz! Remix) – 4:30
7. Never Forget (Clubsukkerz & Danstyle Remix) – 4:25
8. Never Forget (Marq Aurel & Beatbreaker Remix) – 4:04
9. Never Forget (Marq Aurel & Beatbreaker Dub Remix) – 4:03
10. Never Forget (DJ V Remix) – 6:20
11. Never Forget (Chris Peeters & Niki Sato Remix) – 5:17
12. Never Forget (A Copycat Remix) – 3:51
13. Never Forget (Mark Boom Remix) – 4:37

## Successo commerciale
La canzone entra nella classifica airplay in Russia, dove vince anche il premio per il "miglior video dell'anno 2011" su MTV Russia. Il remix del brano con Dave Audé raggiunge la posizione numero 1 nella classifica statunitense Hot Dance Club Play, la numero 5 nella Hot 100 Dance Chart in Brasile, la numero 11 dell'airplay in Italia e la numero 1 in Grecia nella classifica Greece Billboard Dance Chart.

## Classifiche
| Classifica (2012)   | Posizione massima |
| ------------------- | ----------------- |
| Brasile             | 5                 |
| Grecia              | 1                 |
| Stati Uniti (dance) | 1                 |

## Premi
- Best Music Video 2011 – MTV Russia